# چاپارال (تولیما)
چاپارال (تولیما) (به اسپانیایی: Chaparral, Tolima) یک سکونتگاه مسکونی در کلمبیا است که در بخش تولیما واقع شده‌است.